# Mary Shortall
Pour les articles homonymes, voir Shortall.
Mary Shortall (né le 28 octobre 1958) est une femme politique et activiste syndicale canadienne de Terre-Neuve-et-Labrador. Elle est présidente du Nouveau Parti démocratique depuis octobre 2023,.
Shortall est candidate lors des élections fédérales de 2021 et 2025 dans St. John's-Est, ainsi que dans Gander—Grand Falls en 1997,.
Professionnellement, Shortall sert comme présidente de la Newfoundland and Labrador Federation of Labour (en) de 2013 à 2022,.